# Lebowakgomo
Lebowakgomo (Lebowa-Kgoma) ist eine Stadt in der Lokalgemeinde Lepelle-Nkumpi, Distrikt Capricorn, Provinz Limpopo in Südafrika. Sie war die Hauptstadt des ehemaligen Homelands Lebowa. Sie ist Sitz der Lokalgemeinde und liegt 57 Kilometer von Polokwane entfernt.
Im Jahr 1974 wurde die Stadt als Hauptstadt für Lebowa gegründet. Zuvor befand sich die Administration des Homelands am provisorischen Verwaltungsstandort Seshego. Zur Gründungszeit hatte sie nur 115 Einwohner. Deshalb wurde die Stadt in den 1980er Jahren gefördert und wuchs dementsprechend. Anlässlich der Volkszählung 2011 hatte Lebowakgomo 35.087 Einwohner.
Im Ort befindet sich ein kleines Krankenhaus.
Heute befindet sich hier der Sitz der Limpopo Legislature und ihrer Verwaltung. Das Areal wird Government Complex (deutsch: „Regierungskomplex“) genannt und liegt nordöstlich des Ortszentrums auf einem sonst unbebauten Gebiet. In dessen Randlage befindet sich eine kleine Gebäudegruppe, die das Old Lebowa Parliament Building umfasst und der Innenbehörde sowie dem Steuer- und Zollamt (SARS) der Provinz dient. Der Komplex verfügt über eine eigene Erschließungsstraße, die von der aus Norden heranführenden Regionalstraße 579 abzweigt.